# Liu Weishan
Liu Weishan (chinesisch 劉維山 / 刘维山, Pinyin Liú Wéishān; * 4. Oktober 1999) ist eine chinesische Tischtennisspielerin.

## Werdegang
Liu Weishan trat 2016 erstmals international auf. Bei der Jugend-Weltmeisterschaft nahm sie an allen vier Wettbewerben (Einzel, Doppel, Mixed sowie Team) teil und gewann nach einer Finalniederlage gegen Japan mit der Mannschaft Silber. In den anderen drei Wettbewerben schied sie jeweils im Achtelfinale aus. Auf der World Tour bestritt sie ihr erstes Turnier bei den Pyongyang Open. Hier traf sie im Einzel-Viertelfinale auf Kim Song-i, der sie sich mit 0:4 geschlagen geben musste. Im Doppel erreichte sie mit ihrer Landsfrau Mu Jingyu ebenfalls das Viertelfinale. 2017 holte Liu bei der Jugend-Asienmeisterschaft zwei Medaillen, davon Bronze im Einzel sowie Silber im Doppel. Vermehrte Auftritte hatte sie dann auf der World Tour 2019, wo sie unter anderem bei den Czech Open im Einzel ins Viertelfinale einzog, dort aber gegen Miu Hirano den Kürzeren zog. Im Jahr 2021 sicherte sich Liu Weishan beim WTT Contender Novo Mesto sowohl Gold im Einzel als auch im Doppel. Beim WTT Contender Laško errang sie sogar drei Medaillen, nämlich Silber im Einzel und Mixed und Bronze im Doppel. Ende 2021 kam sie unter die Top 100 in der ITTF-Weltrangliste. 2022 gewann sie beim WTT Feeder Doha erneut Silber im Einzel und Mixed, im Doppel holte sie Gold. Zwischen Mai und Juni erreichte Liu mit Weltranglisten-Platz 17 ihre persönliche Bestmarke.
In der Saison 2024/25 wurde sie mit dem TTC Weinheim Deutscher Meister.

## Turnierergebnisse
| Verband | Veranstaltung                               | Jahr | Ort            | Land | Einzel        | Doppel        | Mixed     | Team   |
| ------- | ------------------------------------------- | ---- | -------------- | ---- | ------------- | ------------- | --------- | ------ |
| CHN     | WTT Star Contender (European Summer Series) | 2022 | Budapest       | HUN  | letzte 32     |               |           |        |
| CHN     | WTT Star Contender                          | 2022 | Doha           | QAT  | letzte 64     |               |           |        |
| CHN     | WTT Contender                               | 2022 | Doha           | QAT  | letzte 32     | letzte 16     |           |        |
| CHN     | WTT Contender                               | 2022 | Maskat         | OMN  | letzte 32     | Viertelfinale |           |        |
| CHN     | WTT Contender                               | 2021 | Novo Mesto     | SLO  | Gold          | Gold          |           |        |
| CHN     | WTT Contender                               | 2021 | Laško          | SLO  | Silber        | Halbfinale    | Silber    |        |
| CHN     | WTT Feeder                                  | 2022 | Doha           | QAT  | Silber        | Gold          | Silber    |        |
| CHN     | World Tour                                  | 2019 | Linz           | AUT  | letzte 32     |               |           |        |
| CHN     | World Tour                                  | 2019 | Bremen         | GER  | letzte 128    |               |           |        |
| CHN     | World Tour                                  | 2019 | Stockholm      | SWE  | letzte 64     |               |           |        |
| CHN     | World Tour                                  | 2019 | Olmütz         | CZE  | Viertelfinale |               |           |        |
| CHN     | World Tour                                  | 2019 | Panagjurischte | BUL  | letzte 64     |               |           |        |
| CHN     | World Tour                                  | 2019 | Geelong        | AUS  | letzte 32     |               |           |        |
| CHN     | World Tour                                  | 2019 | Busan          | KOR  | letzte 32     |               |           |        |
| CHN     | World Tour                                  | 2018 | Geelong        | AUS  | Qual.         |               |           |        |
| CHN     | World Tour                                  | 2016 | Pjöngjang      | PRK  | Viertelfinale | Viertelfinale |           |        |
| CHN     | Jugend-Asienmeisterschaft (Junioren)        | 2017 | Asan           | KOR  | Halbfinale    | Silber        |           | Gold   |
| CHN     | Jugend-Weltmeisterschaft                    | 2016 | Kapstadt       | RSA  | letzte 16     | letzte 16     | letzte 16 | Silber |
| CHN     | World Junior Circuit                        | 2017 | Hongkong       | HKG  | Gold          |               |           |        |
| CHN     | World Junior Circuit                        | 2017 | Taicang        | CHN  | Silber        |               |           |        |
| CHN     | World Junior Circuit                        | 2016 | Taicang        | CHN  | Halbfinale    |               |           |        |